# 89 Девы
89 Девы (лат. 89 Virginis), HD 120452 — двойная звезда в созвездии Девы на расстоянии приблизительно 228 световых лет (около 69,8 парсек) от Солнца. Визуальная звёздная величина звезды — +4,959m. Возраст звезды определён как около 2,1 млрд лет.

## Характеристики
Первый компонент — оранжевый гигант спектрального класса K0+IIIb, или K0+III, или K0III, или K0, или K0,5III-IIIb. Масса — около 2,789 солнечной, радиус — около 11,478 солнечного, светимость — около 63,884 солнечной. Эффективная температура — около 4864 K.
Второй компонент — коричневый карлик. Масса — около 13,57 юпитерианской. Удалён в среднем на 2,105 а.е..